# Altes Wasserwerk Wesel

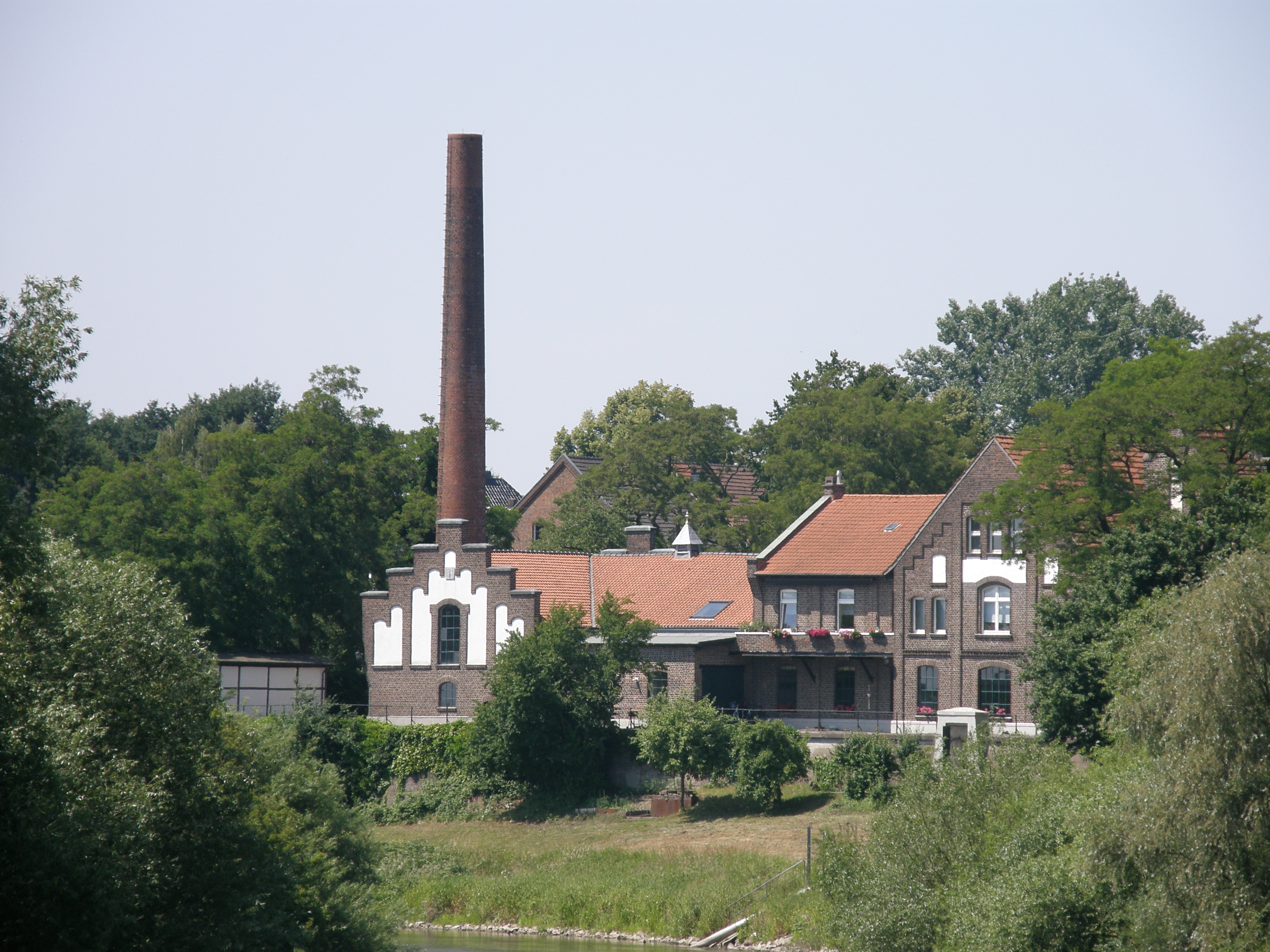
Das Wasserwerk an der Lippe aus Richtung des ehemaligen Lippehafens

Das Alte Wasserwerk Wesel versorgte von 1886 bis 1956 die Einwohner der Stadt Wesel mit Trinkwasser. Heute ist es ein technisches Baudenkmal und nach Voranmeldung zu besichtigen.
In den Lippewiesen befanden sich Brunnen, das dort gewonnene Uferfiltrat der Lippe wurde durch dampfbetriebene Kolbenpumpen angesaugt und zum Wasserturm gedrückt. Dieser diente zur Speicherung und sorgte für den nötigen und gleichmäßigen Druck im Leitungsnetz.
Die erste Pumpstation und der Wasserturm wurden 1886 in Betrieb genommen, 1903 wurde die Pumpstation umfangreich erweitert, 1924 die ersten elektrischen Pumpen, 1938 die erste gasbetriebene Kreiselpumpe eingebaut, 1947 der Dampfbetrieb eingestellt. 1956 wurde das Wasserwerk II im Bagelwald in Obrighoven in Betrieb genommen und das Alte Wasserwerk stillgelegt.
1983 wurde das Wasserwerk zum technischen Denkmal erklärt, 1987 auch der Wasserturm. Seit 1986 ist das Wasserwerk als Museum zu besichtigen, allerdings nur nach Voranmeldung. Tage der offenen Tür sind jährlich Ostern und Pfingsten. Der Eintritt ist frei.
Viele der Betriebsanlagen sind restauriert und zu besichtigen, unter anderem ein gemauerter Schachtbrunnen von 1886, der Dampfkessel und die Dampfpumpenanlage von 1903 (bei der Vorführung wird sie mit Druckluft betrieben), eine elektrische Kreiselpumpe von 1924. Zusätzlich haben die Stadtwerke Wesel einen Trinkwasser-Lehrpfad eingerichtet. Es gibt besondere Angebote für Schulklassen.
Das Alte Wasserwerk gehört zur Route der Industriekultur und ist eine Station des Historischen Schienenverkehrs Wesel.